# Eigentum (Österreich)
In der österreichischen Rechtswissenschaft ist Eigentum das gegenüber jedermann durchsetzbare Herrschaftsrecht einer Person über eine Sache. Es gehört zu den dinglichen Sachenrechten (§ 308 ABGB) und ist als Vollrecht von den beschränkt dinglichen Sachenrechten, wie dem Pfandrecht oder der Servitut zu unterscheiden.

## Verfassungsrecht

### Schutzbereich
Die österreichische Bundesverfassung gewährleistet in Art 5 des Staatsgrundgesetzes über die allgemeinen Rechte der Staatsbürger von 1867 (StGG 1867) das Eigentum im Sinne einer Institutsgarantie: „Das Eigenthum ist unverletzlich. Eine Enteignung gegen den Willen des Eigenthümers kann nur in den Fällen und in der Art eintreten, welche das Gesetz bestimmt.“
Das Eigentum ist in Österreich außerdem gem. Art 1 des 1. Zusatzprotokolls zur Europäischen Menschenrechtskonvention von 1952 (ZP 1) geschützt:
„Jede natürliche oder juristische Person hat das Recht auf Achtung ihres Eigentums. Niemandem darf sein Eigentum entzogen werden, es sei denn, daß das öffentliche Interesse es verlangt, und nur unter den durch Gesetz und durch die allgemeinen Grundsätze des Völkerrechts vorgesehenen Bedingungen.
Absatz 1 beeinträchtigt jedoch nicht das Recht des Staates, diejenigen Gesetze anzuwenden, die er für die Regelung der Benutzung des Eigentums im Einklang mit dem Allgemeininteresse oder zur Sicherung der Zahlung der Steuern oder sonstigen Abgaben oder von Geldstrafen für erforderlich hält.“
Zum geschützten Eigentum gehören nach der autonomen Auslegung des Europäischen Gerichtshofs für Menschenrechte (EGMR) über bereits erworbenes Mobiliar- und Immobiliareigentum sowie vollstreckbare Forderungen hinaus auch Vermögenswerte, in deren Genuss zu kommen der einzelne eine berechtigte Erwartung hat, außerdem Immaterialgüterrechte und durch eigene Beiträge erworbene sozialversicherungsrechtliche Ansprüche, nicht jedoch steuerfinanzierte Transferleistungen.

### Eingriff
Mögliche Eingriffe in das Eigentum sind nach Art 1 ZP 1 die Enteignung (Abs. 1 Satz 2), die Nutzungsregelung (Abs. 2) vergleichbar der Inhalts- und Schrankenbestimmung des deutschen Grundgesetzes und die in Abs. 1 Satz 1 ungenannten, von der Rechtsprechung des EGMR entwickelten sonstigen Eingriffe.

### Rechtfertigung
Alle Eingriffe stehen unter dem Vorbehalt des Allgemeininteresses, der Gesetzmäßigkeit und der Verhältnismäßigkeit. Innerstaatliche Regelungen müssen hinreichend zugänglich, bekannt und vorhersehbar sein. Mangels ausdrücklicher Garantie einer Enteignungsentschädigung in Art 1 ZP 1 entnehmen Kommission und EGMR das Entschädigungserfordernis dem Merkmal der Verhältnismäßigkeit. Danach kann eine rechtsstaatliche Enteignung nur verhältnismäßig sein, wenn eine angemessene Entschädigung vorgesehen ist.
Dementsprechend hat nach § 365 ABGB ein Eigentümer sein Eigentum abzutreten, „wenn es das allgemeine Beste erheischt.“ Dass die Schadloshaltung zwingender Bestandteil der Enteignung zu sein hat (Junktim), wird auch aus dem Gleichheitsgrundsatz (Art 7 des Bundes-Verfassungsgesetzes) abgeleitet.
Gestützt auf diese Bestimmungen sieht eine Reihe von Gesetzen die Möglichkeit einer Enteignung im öffentlichen Interesse vor, beispielsweise zum Bau von Eisenbahnen, Straßen oder Elektrizitätswerken. Wird in diesen Gesetzen das Verfahren für die Festlegung der Entschädigung nicht geregelt, ist gem. Art. 13 Verwaltungsentlastungsgesetz (VEG) das Eisenbahn-Enteignungsentschädigungsgesetz (EisbEG) entsprechend anzuwenden.
Für Entschädigungsfragen ist in erster Instanz ist das jeweilige Bezirksgericht zuständig, das im Außerstreitverfahren entscheidet.

## Privatrecht

### Definition
Das Allgemeine Bürgerliche Gesetzbuch definiert das Eigentum:
- im objektiven Sinn als „alles, was jemandem zugehört, alle seine körperlichen und unkörperlichen Sachen“ (§ 353 ABGB); dabei ist anzumerken, dass die meisten sachenrechtlichen Bestimmungen des ABGB überwiegend für körperliche Sachen gedacht sind, was mitunter einfach durch Auslegung ermittelt werden kann.
- im subjektiven Sinn als „Befugnis, mit der Substanz und den Nutzungen einer Sache nach Willkür zu schalten, und jeden anderen davon auszuschließen“ (§ 354 ABGB). Daher kann der Eigentümer „in der Regel seine Sache nach Willkür benützt oder unbenützt lassen; er kann sie vertilgen, ganz oder zum Teile auf andere übertragen, oder unbedingt sich derselben begeben, das ist, sie verlassen.“ (§ 362 ABGB).

### Schutz
Das Eigentum ist also das dingliche Vollrecht; gegen Eingriffe kann sich der Eigentümer durch die Eigentumsklage (rei vindicatio; § 366 ABGB) und die Eigentumsfreiheitsklage (actio negatoria; § 523 ABGB) zur Wehr setzen.
Die Grenzen des Eigentums liegen dort, wo in Rechte eines anderen eingegriffen würde oder im allgemeinen Interesse erlassene Beschränkungen übertreten würden (§ 364 Abs. 1 ABGB); teilweise sind diese Eigentumsbeschränkungen als Interessenabwägung im ABGB normiert (beispielsweise Nachbarrecht, Immissionsschutz).

### Miteigentum
Im österreichischen Recht gibt es auch das Miteigentum als ideellen Anteil an der ungeteilten Sache (§§ 825 ff. ABGB). Eine Sonderform ist das Wohnungseigentum, bei dem mit einem ideellen Anteil an einer Liegenschaft das ausschließliche Nutzungsrecht an einer bestimmten abgegrenzten räumlichen Einheit untrennbar verbunden ist (die Regelungen dazu finden sich im Wohnungseigentumsgesetz 2002).

### Eigentumserwerb
Der Erwerb des Eigentums ist entsprechend dem Prinzip der kausalen Tradition zweiaktig. Erforderlich ist
- ein so genannter Titel, das ist vor allem ein Rechtsgeschäft (etwa Vertrag oder letztwillige Verfügung; beim originären Eigentumserwerb wird teilweise gelehrt, das Gesetz selbst bilde den Titel)
- sowie eine Erwerbungsart (Modus) – bei beweglichen Sachen ist eine Art der Übergabe nötig, bei unbeweglichen in der Regel die Einverleibung des Eigentumsrechtes im Grundbuch.

Der Erwerb des Eigentums erfolgt hierbei
- entweder derivativ (abgeleitet): Der Erwerber leitet sein Recht von seinem Vorgänger ab, wie vor allem bei Erwerb des Eigentums aufgrund eines Rechtsgeschäfts (z. B. Kauf, Tausch, Schenkung, Darlehen)
- oder originär (ursprünglich): Der Eigentumserwerb ist vom Recht eines Vorgängers unabhängig, das Recht entsteht beim Erwerber völlig neu, wie beispielsweise bei
  - Zueignung (z. B. Besitznahme freistehender Sachen, Tierfang, Fund)
  - Zuwachs (Verarbeitung, Bauführung, Separation, Säen)
  - Gutgläubiger Erwerb vom Nichtberechtigten
  - Ersitzung

## Strafrecht
Der Besondere Teil des Strafgesetzbuchs enthält im 6. Abschnitt (§§ 125 – 168b StGB) die „strafbaren Handlungen gegen fremdes Vermögen“ wie Sachbeschädigung (§§ 125 f. StGB), Diebstahl (§§ 127 ff. StGB), Veruntreuung, Unterschlagung, dauernde Sachentziehung (§ 135 StGB), Raub, Erpressung, Betrug und Geldwäsche.
Wie im deutschen Recht unterscheidet auch das österreichische Strafrecht zwischen dem rein zivilrechtlichen Eigentumsbegriff beim Diebstahl und dem wirtschaftlichen Vermögensbegriff beim Betrug.
Zum 1. Januar 2016 wurden die Wertgrenzen bei Vermögensdelikten angehoben. Es werden seitdem reine Diebstähle oder andere Vermögensdelikte geringer bestraft, wenn keine Gewalt im Spiel ist. Gewaltdelikte werden dagegen strenger bestraft.